# Bernard Hebda
Bernard Hebda, né le 3 septembre 1959 à Pittsburgh, est un prélat catholique archevêque de Saint Paul et Minneapolis depuis 2016. 

## Biographie
Bernard Hebda est ordonné prêtre le 1er juillet 1989 pour le diocèse de Pittsburgh. 

### Évêque
Le 7 octobre 2009, Benoît XVI le nomme quatrième évêque de Gaylord, dans le Michigan. Il est consacré et installé le 1er décembre suivant. En novembre 2013, Hebda est élu pour présider la commission des affaires canoniques et du gouvernement de l'Église de la Conférence des évêques catholiques des États-Unis.
Le 24 septembre 2013, il est nommé comme évêque coadjuteur de l'archidiocèse de Newark, l'archevêque John J. Myers ayant demandé à être secondé à l'approche de la retraite.
Le 15 juin 2015, le pape François accepte la démission de l'archevêque John Clayton Nienstedt et de son auxiliaire Lee A. Piché de l'archidiocèse de Saint-Paul et Minneapolis. Bernard Hebba est nommé administrateur apostolique,. Il est nommé archevêque du diocèse le 24 mars 2016, et installé comme tel le 13 mai suivant.